# Abraham's Bay
Abraham's Bay (en español: Bahía de Abraham), llamada así por Abraham Charlton, es una ciudad en las Bahamas. Se encuentra en el lado sur de la isla Mayaguana y tiene una población de 143 habitantes según el censo de 2010.

## Lugares destacados
Los lugares destacados incluyen:
- Charlton House (antigua granja de una de las familias locales prominentes, incluida la familia Charlton).
- Iglesia Bautista de Sión e Iglesia de Dios de la Profecía.